# Gian Mario Bravo
Gian Mario Bravo (Torino, 12 agosto 1934 – Torino, 29 aprile 2020) è stato uno storico e saggista italiano.

## Biografia
Allievo di Luigi Firpo a Torino, fu professore ordinario di Storia delle dottrine politiche dal 1971. Tra i maggiori studiosi del pensiero di Marx e Engels, si occupò soprattutto della storia del socialismo e del comunismo ottocentesco in Italia e Germania, pubblicando oltre 20 monografie, una trentina di curatele e diverse centinaia di articoli e saggi, tradotti in molte lingue.
Preside della facoltà torinese di Scienze Politiche dal 1979 al 1998, fu direttore scientifico della Fondazione Luigi Firpo e membro del Consiglio di amministrazione della Fondazione Luigi Einaudi di Torino dal 1979 al 2004. Fu presidente della Società italiana degli Storici delle dottrine politiche.
Bravo è morto a 85 anni per complicazioni da Covid-19 a Torino, la stessa città in cui era nato.

## Opere
- Marx ed Engels in lingua italiana. 1848-1960, Milano, Edizioni Avanti!, 1962.
- Wilhelm Weitling e il comunismo tedesco prima del Quarantotto, Torino, Giappichelli, 1963.
- Il comunismo tedesco in Svizzera: August Becker, 1843-1846, Milano, Feltrinelli, 1964.
- Il socialismo prima di Marx. Antologia di scritti riformatori, socialisti, utopisti, comunisti e rivoluzionari premarxisti, a cura di, Roma, Editori Riuniti, 1966.
- Torino operaia. Mondo del lavoro e idee sociali nell'età di Carlo Alberto, Torino, Fondazione Luigi Einaudi, 1968.
- Curatela di Carlo Ilarione Petitti di Roreto, Opere scelte, 2 voll., Torino, Fondazione Luigi Einaudi, 1969.
- L'anarchismo, Torino, UTET, 1970.
- Il socialismo prima di Marx. Antologia di scritti di riformatori, socialisti, utopisti, comunisti e rivoluzionari premarxisti, a cura di, Roma, Editori Riuniti, 1970.
- Il socialismo da Moses Hess alla Prima Internazionale nella recente storiografia, Torino, Giappichelli, 1970.
- Storia del socialismo, 1789-1848. Il pensiero socialista prima di Marx, Roma, Editori Riuniti, 1971, 2014
- Gli anarchici, a cura di, Torino, UTET, 1971.
- Il pensiero socialista. 1791-1848, testi e note biografiche a cura di, Roma, Editori Riuniti, 1971.
- Scritti di socialisti, a cura di, Napoli, Rossi, 1972.
- Il Manifesto del partito comunista e i suoi interpreti, saggio introduttivo e cura di, Roma, Editori Riuniti, 1973.
- Le origini del socialismo contemporaneo. (1789-1848), Firenze, Sansoni, 1974.
- Critica dell'estremismo. Gli uomini, le correnti, le idee del radicalismo di sinistra, Milano, Il Saggiatore, 1977.
- Da Weitling a Marx. La Lega dei comunisti, Milano, La Pietra, 1977.
- La Prima Internazionale. Storia documentaria, 2 voll., Roma, Editori Riuniti, 1978.
- Marx e la Prima Internazionale, Roma-Bari, Laterza, 1979.
- Storia del movimento operaio, del socialismo e delle lotte sociali in Piemonte, diretta da e con Aldo Agosti, 4 voll., Bari, De Donato, 1979.
- Ritorno a Marx. Partito del proletariato e teoria politica in Engels e Marx, Milano, FrancoAngeli, 1981.
- L'estremismo in Italia, Roma, Editori Riuniti, 1982.
- Il pensiero politico contemporaneo, a cura di e con Silvia Rota Ghibaudi, 3 voll., Milano, FrancoAngeli, 1985-1987.
- Socialismo e comunismo, con Corrado Malandrino, Milano, FrancoAngeli, 1986.
- Karl Marx, Milano, FrancoAngeli, 1986.
- Friedrich Engels, Milano, FrancoAngeli, 1986.
- I cassintegrati FIAT. Gli uomini, la storia, gli ambienti, le fonti documentarie, a cura di, 2 voll., Torino, Tirrenia Stampatori, 1989. ISBN 88-7763-191-0.
- Il socialismo in Australia e in Nuova Zelanda. Le prime manifestazioni, i primi dibattiti, in Studi politici in onore di Luigi Firpo, a cura di Silvia Rota Ghibaudi e Franco Barcia, III, Ricerche sui secoli XIX-XX, Milano, FrancoAngeli, 1990. ISBN 88-204-3823-2.
- Marx ed Engels in Italia. La fortuna, gli scritti, le relazioni, le polemiche, Roma, Editori Riuniti, 1992. ISBN 88-359-3529-6.
- Profilo di storia del pensiero politico. Da Machiavelli all'Ottocento, con Corrado Malandrino, Roma, NIS, 1994. ISBN 88-430-0104-3.
- Il pensiero politico del Novecento, con Corrado Malandrino, Casale Monferrato, Piemme, 1994. ISBN 88-384-2187-0.
- Una eredità intellettuale. Maestri e allievi della Facoltà di scienze politiche di Torino, a cura di e con Loredana Sciolla, Antella (Bagno a Ripoli), Passigli, 1997. ISBN 88-368-0439-X.
- La rivoluzione nel Novecento. Modelli e tipologie, in Temi politici del Novecento, Napoli, CUEN, 1997. ISBN 88-7146-374-9.
- Il labirinto socialista e il progetto del cambiamento, in Teoria, società e storia. Scritti in onore di Filippo Barbano, a cura di Carlo Marletti e Emanuele Bruzzone, Milano, FrancoAngeli, 2000. ISBN 88-464-2819-6.
- Democrazia, socialismo e partito repubblicano. Il tedesco-americano August Becker (1814-1871), Roma, Carocci, 2002. ISBN 88-430-2397-7.
- Alessandro Passerin d'Entrèves (1902-1985): politica, filosofia, accademia, cosmopolitismo e piccola patria, a cura di, Milano, FrancoAngeli, 2004. ISBN 88-464-6065-0.
- Marx e il marxismo nella prima Sinistra italiana, in Sulle tracce di un fantasma: l'opera di Karl Marx tra filologia e filosofia, a cura di Marcello Musto, Roma, Manifestolibri, 2005. ISBN 88-7285-384-2.
- Socialismo e marxismo in Italia. Dalle origini a Labriola, Roma, Viella, 2007. ISBN 978-88-8334-268-4.
- Imperi e imperialismo: modelli e realtà imperiali nel mondo occidentale. XIV Giornata Luigi Firpo. Atti del Convegno internazionale, 26-28 settembre 2007, a cura di, Roma, Edizioni di storia e letteratura, 2009. ISBN 978-88-6372-089-1.
- Garibaldi. Dibattito e politica nel Risorgimento tedesco, in Garibaldi nel pensiero politico europeo. Atti del convegno di studi nel Bicentenario della nascita di Giuseppe Garibaldi (Genova 20-22 settembre 2007), a cura di Anna Maria Lazzarino Del Grosso, Firenze, Centro Editoriale Toscano, 2010. ISBN 978-88-7957-313-9.
- Un'Italia civile. Alessandro Passerin d'Entreves e Norberto Bobbio, in Norberto Bobbio e Alessandro Passerin d'Entrèves. Profili intellettuali a confronto, a cura di Ermanno Vitale, Torino, Giappichelli, 2010. ISBN 978-88-348-0916-7.
- Marx, Engels e la democrazia borghese. Tesi, in Viaggio nella democrazia. Il cammino dell'idea democratica nella storia del pensiero politico, a cura di Mauro Lenci e Carmelo Calabrò, Pisa, Ets, 2010. ISBN 978-88-467-2639-1.
- Il processo a Galileo Galilei e la questione galileiana, a cura di e con Vincenzo Ferrone, Roma, Edizioni di storia e letteratura, 2010. ISBN 978-88-6372-196-6.
- Socialismo e libertà nella socialdemocrazia tedesca, in Figure del liberalsocialismo, a cura di Michela Nacci, Firenze, Centro editoriale toscano, 2010. ISBN 978-88-7957-302-3.
- Le diverse "generazione" di partito politico in Marx ed Engels, in Aspetti del pensiero di Marx e delle interpretazioni successive, a cura di Mario Cingoli e Vittorio Morfino, Milano, UNICOPLI, 2011. ISBN 978-88-400-1378-7.
- La guerra nelle grandi opere di storia del pensiero politico, in Storie di guerre ed eserciti. Gli studi italiani di storia militare negli ultimi venticinque anni, a cura di Nicola Labanca, Milano, UNICOPLI, 2011. ISBN 978-88-400-1531-6
- Marx ed Engels. Riflessioni sull'Irlanda e su Beaumont, in Gustave de Beaumont. La schiavitù, l'Irlanda, la questione sociale nel XIX secolo, a cura di Manuela Ceretta e Mario Tesini, Milano, FrancoAngeli, 2011. ISBN 978-88-568-3215-0.
- Il politico, la politica, il sapere politico, la storia del pensiero politico, in Storia e critica della politica: studi in memoria di Luciano Russi : atti del Convegno di studi, Teramo, 17-18 giugno 2010, a cura di Gabriele Carletti, Soveria Mannelli, Rubbettino, 2012. ISBN 978-88-498-3413-0.
- I dilemmi della democrazia: Rousseau tra Tocqueville e Marx, a cura di, Roma, Edizioni di storia e letteratura, 2013. ISBN 978-88-6372-543-8.
- Un maestro per la storia. Scritti di e su Gian Mario Bravo (2010-2020), a cura di Angelo d'Orsi e Francesca Chiarotto, Milano, FrancoAngeli, 2021 (Temi di Storia) ISBN 978-88-351-1738-4